# 国際保護鳥
国際保護鳥（こくさいほごちょう）は、レッドリストのような絶滅危惧種の指定制度がまだなかった1950年代頃に、国際鳥類保護会議（ICBP、現バードライフ・インターナショナル）が指定した、当時特に絶滅の危機にあると考えられていた鳥類である。
1949年（昭和24年）にレーク・サクセスで開催された国際連合教育科学文化機関(UNESCO)と国際自然保護連合(IUCN) の会議において、絶滅の危機に瀕している生物種の調査・指定を行うべきというICBPの提言が認められ、それを受けて選ばれたのが13種の国際保護鳥である。その後、それぞれ3種の追加と削除がなされ、1962年（昭和37年）のICBP第9回総会（ニューヨーク）でも追加が検討されたが見送られたため、最終的に1960年（昭和35年）までに指定された13種が該当する。
IUCNなどによる絶滅危惧種の調査・指定が活発に行われるようになったこともあり、現在まで約50年にわたり改定は行われていない。したがって、その後の研究や危機状況の変化は反映されておらず、既に絶滅した種や個体数を回復した種も含まれる。東京会議の宣伝という意味合いが強く、象徴的な存在であるが、日本では、2010年現在もトキやアホウドリのニュース等で頻繁に使われる。

## 国際保護鳥の一覧
指定から外されたものも含む。
| 種名・分類 | 備考・IUCNレッドリスト（2010年1月版）による評価                                                                                          |
| --- | --- |
| ハワイガン - 英名：Hawaiian Goose - 学名：Branta sandvicensis Nesochen sandvicensis - 分類：カモ目カモ科                                       | - VULNERABLE (IUCN Red List Ver. 3.1 (2001))                                                                                             |
| バライロガモ - 英名：Pink-headed Duck - 学名：Rhodonessa caryophyllacea Rhodonessa caryphyllacea - 分類：カモ目カモ科                          | - CRITICALLY ENDANGERED (IUCN Red List Ver. 3.1 (2001))                                                                                  |
| レイサンマガモ（レイサンガモ） - 英名：Laysan Mallard - 学名：Anas laysanensis - 分類：カモ目カモ科                                            | - 絶滅の危機を脱したと判断され、第12回国際鳥類保護会議（1960年、東京）にて削除。 - CRITICALLY ENDANGERED (IUCN Red List Ver. 3.1 (2001)) |
| マリアナガモ - 英名：Mariana Mallard - 学名：Anas oustaleti ( = A. platyrhynchos × A. superciliosa) - 分類：カモ目カモ科                       | - 交雑種でありまだ固定されていないとの研究が認められ、第12回国際鳥類保護会議（1960年、東京）にて削除。 - その後、絶滅。                  |
| キジインコ - 英名：Ground Parrot - 学名：Pezoporus wallicus - 分類：オウム目インコ科                                                           | - LEAST CONCERN (IUCN Red List Ver. 3.1 (2001))                                                                                          |
| フクロウオウム（フクロオウム、カカポ） - 英名：Kakapo - 学名：Strigops habroptila Sprigops hobroptilus - 分類：オウム目インコ科                | - 第12回国際鳥類保護会議（1960年、東京）にて追加。 - CRITICALLY ENDANGERED (IUCN Red List Ver. 3.1 (2001))                               |
| ハシジロキツツキ - 英名：Ivory-billed Woodpecker - 学名：Campephilus P. principalis - 分類：キツツキ目キツツキ科                               | - CRITICALLY ENDANGERED (IUCN Red List Ver. 3.1 (2001))                                                                                  |
| バミューダミズナギドリ （バミューダシロハラミズナギドリ） - 英名：Bermuda Petrel - 学名：Pterodroma cahow - 分類：ミズナギドリ目ミズナギドリ科 | - ENDANGERED (IUCN Red List Ver. 3.1 (2001))                                                                                             |
| アホウドリ - 英名：Short-tailed Albatross - 学名：Phoebastria albatrus Diomedea albatrus - 分類：ミズナギドリ目アホウドリ科                    | - 第6回IUCN総会（1958年、アデン）にて追加。 - VULNERABLE (IUCN Red List Ver. 3.1 (2001))                                                 |
| マリアナツカツクリ - 英名：Micronesian Scrubfowl - 学名：Megapodius laperouse - 分類：キジ目ツカツクリ科                                       | - ENDANGERED (IUCN Red List Ver. 3.1 (2001))                                                                                             |
| カリフォルニアコンドル - 英名：California condor - 学名：Gymnogyps californianus - 分類：タカ目コンドル科                                      | - CRITICALLY ENDANGERED (IUCN Red List Ver. 3.1 (2001))                                                                                  |
| エスキモーコシャクシギ - 英名：Eskimo Curlew - 学名：Numenius borealis - 分類：チドリ目シギ科                                                  | - CRITICALLY ENDANGERED (IUCN Red List Ver. 3.1 (2001))                                                                                  |
| アメリカシロヅル - 英名：Whooping Crane - 学名：Grus americana - 分類：ツル目ツル科                                                            | - ENDANGERED (IUCN Red List Ver. 3.1 (2001))                                                                                             |
| カグー（カンムリサギモドキ） - 英名：Kagu - 学名：Rhynochetos jubatus - 分類：ツル目カグー科                                                   | - ENDANGERED (IUCN Red List Ver. 3.1 (2001))                                                                                             |
| トキ - 英名：Crested Ibis - 学名：Nipponia nippon - 分類：コウノトリ目トキ科                                                                   | - 第12回国際鳥類保護会議（1960年、東京）にて追加。 - ENDANGERED (IUCN Red List Ver. 3.1 (2001))                                          |
| アラビアダチョウ - 英名：Arabian Ostrich - 学名：Struthio camelus syriacus Struthis camelus syriacus - 分類：ダチョウ目ダチョウ科              | - 絶滅したため、第12回国際鳥類保護会議（1960年、東京）にて削除。                                                                         |